# Schistides atopophallus
Schistides atopophallus är en mångfotingart som beskrevs av Chamberlin 1922. Schistides atopophallus ingår i släktet Schistides och familjen Chelodesmidae. Inga underarter finns listade i Catalogue of Life.